# لیقه
لیقه، لیف یا لیق، رشته‌ای از از پشم ابریشم طبیعی است که برای جلوگیری از ریختن مرکب و کنترل میزان مرکب‌برداری توسط قلم در دوات، قرار می‌گیرد. گاهی از الیاف و نخ‌های ابریشم مصنوعی و یا پنبه به این منظور استفاده می‌شود.